# Johann Joseph Brungs

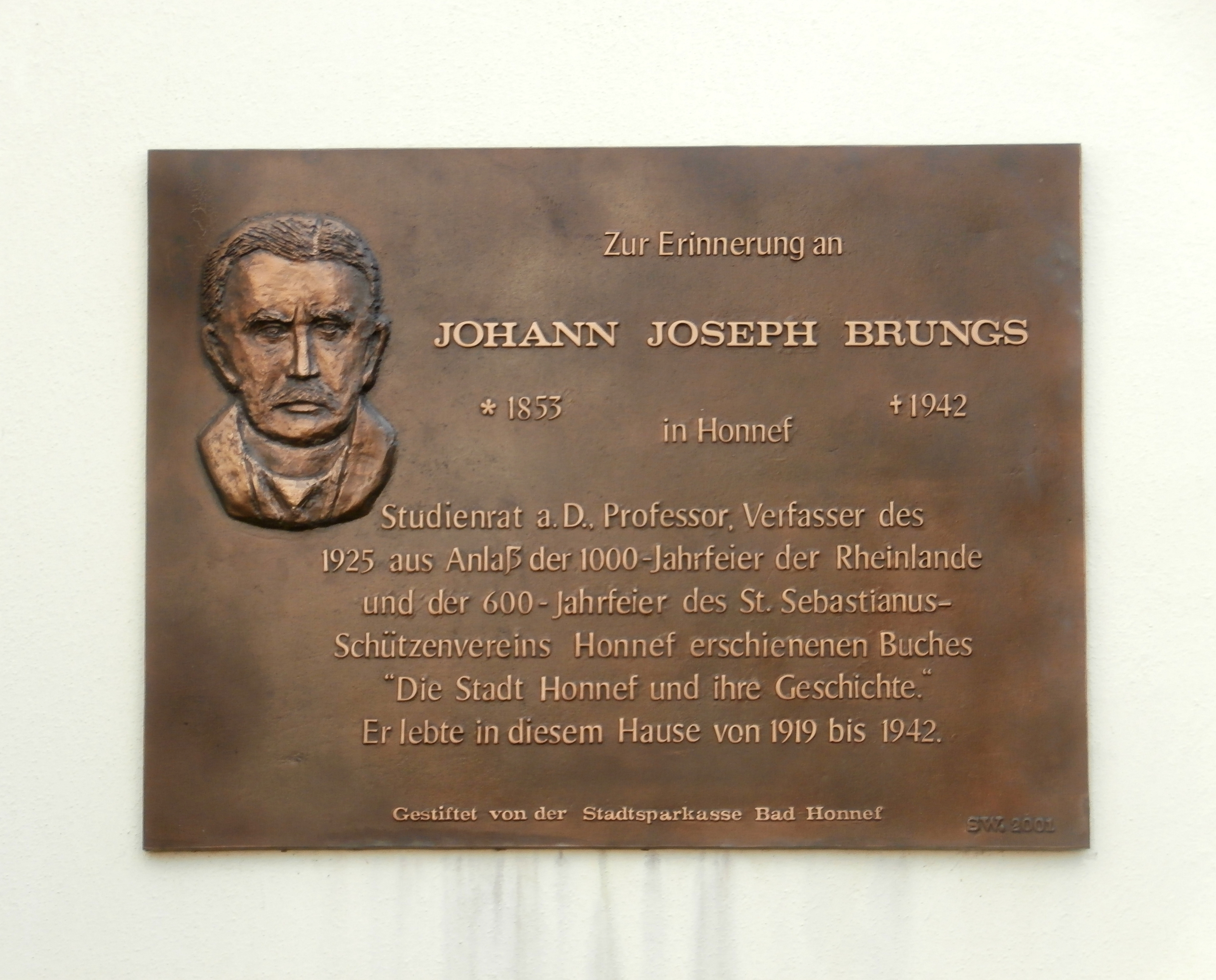
Gedenktafel für Johann Joseph Brungs am Haus Weyermannallee 1a in Bad Honnef

Johann Joseph Brungs (auch nur Joseph Brungs; * 21. September 1853 in Honnef; † 29. November 1942 ebenda) war ein deutscher Gymnasiallehrer und Heimatforscher.

## Leben
Johann Joseph Brungs entstammte einer seit Jahrhunderten im Honnefer Stadtteil Selhof nachweisbaren Winzerfamilie. Er studierte an der Universität Bonn Philologie. Als Gymnasiallehrer war Brungs unter anderem am Gymnasium Thomaeum im niederrheinischen Kempen tätig. Als weitere Wirkungsorte sind Emmerich am Niederrhein und Köln bekannt.
Brungs ist Verfasser des 1925 anlässlich der Jahrtausendfeier der Rheinlande und der 600-Jahr-Feier des St.-Sebastianus-Schützenvereins Honnef erschienenen Buches Die Stadt Honnef und ihre Geschichte, der ersten umfassenden stadtgeschichtlichen Darstellung. Seinen Ruhestand verbrachte er in Honnef, wo er von 1919 bis 1942 im Haus Weyermannallee 1a („Villa Martha“) lebte. Am 10. November 2001 wurde dort eine von der Stadtsparkasse Bad Honnef gestiftete und von der Königswinterer Bildhauerin Sigrid Wenzel erstellte Gedenktafel mit einem Portraitrelief zur Erinnerung an Brungs enthüllt. Zudem ist nach ihm die Joseph-Brungs-Straße im Stadtteil Selhof benannt.

## Schriften
- Geschichte des Gymnasium Thomaeum zu Kempen. 4. Teil: Die Zeit der französischen Fremdherrschaft. Kempen 1907.
- Die Stadt Honnef und ihre Geschichte. Verlag des St. Sebastianus-Schützenvereins, Honnef 1925 (Neudruck 1978 durch Löwenburg-Verlag, Bad Honnef).
- Aus der Geschichte Rheinbreitbachs. 1929.[7]
- Ein Drachenfelser Burggrafenleben um das Jahr 1400. Eine kulturhistorische Skizze. In: Geschichtliche Landeskunde: Mitteilungen des Instituts für geschichtliche Landeskunde der Rheinlande an der Universität Bonn, Nr. 1, 1929, S. 9–23.
- Berg- und Flurnamen aus dem Bereiche des Siebengebirges (Honnef). Siebengebirgsbuchhandlung, Honnef a. Rh. 1931.

## Herausgeberschaften
- (mit August Haag) Beiträge und Quellen zur Geschichte und Volkskunde des Rheinlandes. Siebengebirgsbuchhandlung, Honnef a. Rh.